# Suzanne Herbordt-von Wickede
Suzanne Herbordt-von Wickede (* 1956 in New Haven (Connecticut)) ist eine Vorderasiatische Archäologin.

## Leben
Suzanne Herbordt studierte von 1974 bis 1991 Klassische und Vorderasiatische Archäologie sowie Assyriologie am Bryn Mawr College, an der University of Vermont, der Universität München und bei Karlheinz Deller an der Universität Heidelberg. 1991 wurde sie in München mit einer Arbeit zur neuassyrischen Glyptik promoviert. 2000 folgte die Habilitation an der Universität Leipzig mit einer Arbeit zut hethitischer Glyptik. Nachdem sie dort mehrere Jahre als Privatdozentin gewirkt hatte, wurde sie 2006 zur außerordentlichen Professorin für Kulturen des Alten Orients am altorientalischen Institut berufen.

## Schriften
- Neuassyrische Glyptik des 8.-7. Jh. v. Chr. unter besonderer Berücksichtigung der Siegelungen auf Tafeln und Tonverschlüssen (= State Archives of Assyria Studies 1). Helsinki 1992 (zugleich Dissertation, Universität München 1991).
- Die Prinzen- und Beamtensiegel der hethitischen Grossreichszeit auf Tonbullen aus dem Nişantepe-Archiv in Hattusa (= Boğazköy-Ḫattuša. Ergebnisse der Ausgrabungen 19). von Zabern, Mainz 2005 (teilweise zugleich Habilitationsschrift, Leipzig 2000). ISBN 3-8053-3311-0
- mit Daliah Bawanypeck und J. David Hawkins, Die Siegel der Großkönige und Großköniginnen auf Tonbullen aus dem Nişantepe-Archiv in Hattusa (= Boğazköy-Ḫattuša. Ergebnisse der Ausgrabungen 23). von Zabern, Mainz 2011. ISBN 978-3-8053-4331-2